# Тигролови
«Тигроло́ви» — пригодницький роман з автобіографічними елементами Івана Багряного, написаний та виданий 1944 року як «Звіролови» у львівському журналі «Вечірня година». Чернетка оригіналу тексту «Звіроловів/Тигроловів» залишилась в в УРСР, тому після переїзду автора до Німеччини у 1944—1946 роках, Багряному довелося повністю відновлювати текст із пам'яті; цю відновлену версію й було видано 1946 року під назвою «Тигролови» у видавництві «Прометей» у місті Новий Ульм.
Окремими виданнями роман виходив за кордоном 1946 року (Ной-Ульм), 1955 року (Детройт), 1970 року (Нью-Йорк) (скорочена версія), 1991 року (Детройт). Роман також перекладено та видано англійською (1954), нідерландською (1959), німецькою (1961), російською (1992, скорочено), та іспанською (2006) мовами. Наприкінці 1950-х планувався також вихід перекладу роману італійською, данською та іншими мовами.
Американський літературний критик Волтер Гавіґхерст, у своїй рецензії «Зворушлива розповідь про політичне заслання» для газети «New York Herald Tribune» від 10 лютого 1957 року охарактеризував роман як «красномовну та захопливу пригодницьку повість, яка водночас є й не менш палкою гонитвою за політичною свободою. Це твір лицарства та хоробрості, несподіваний у нашій незугарній літературі».

## Історія написання та видання

Варіанти оформлення Іваном Багряним обкладинки до першого видання роману «Тигролови»: Частина I, варіант 1
Варіанти оформлення Іваном Багряним обкладинки до першого видання роману «Тигролови»: Частина I, варіант 2
Варіанти оформлення Іваном Багряним обкладинки до першого видання роману «Тигролови»: Варіант 3

В основу твору покладено автобіографічні події: заслання Багряного на далекий Схід, до ГУЛАГу. Втікши з етапного спецпотяга НКВС, що перевозив засуджених ГУЛАГу до Сибіру, автор «Тигроловів» майже два роки жив у тайзі, глибоко пізнавав і полюбив цей далекий і суворий край та його мешканців, не тільки людей, а й тварин. А його герой Григорій Многогрішний увібрав у себе чимало багрянівських рис характеру.
Оригінальну версію твору було написано 1943 року. Під час спілкування з другом, письменником Аркадієм Любченком, поет Багряний, напівжартома поділився планами написати повість або навіть роман. Любченко взявся відмовляти Багряного від цієї ідеї, наголошуючи, що його покликання - це поезія, а не проза. Та Багряний так захопився, що взявся експромтом розповідати Аркадію про сюжет майбутнього твору. Любченко вважав це жартом і лише сміявся. Згодом Любченка заарештувало Гестапо, а Багряний згадав про свою обіцянку й вирішив її виконати.
Перебуваючи на окупованій німцями Західній Україні, переховуючись від гестапівців у Моршині, Іван Багряний написав твір за 14 днів, автор працював майже цілодобово, практично абстрагувавшись від реальності. 
В основу роману поклав власний гіркий притайожний випадок:
|  | Мені не треба було нічого вигадувати. Життя товпилося в моїй душі і виривалося, як Ніагара. Країну, про яку я писав, я любив, як свою другу батьківщину, хоч і потрапив у неї невільником... Я не просто писав, я — жив! І упивався тим життям, повтореним з такою страшною силою, що перевищує силу реальності на багато разів. |

Твір було вперше надруковано 1944-го року у львівському журналі «Вечірня година» у скороченому вигляді під назвою «Звіролови». Того самого року на літературному конкурсі у Львові роман було нагороджено першою премією, яку він розділив із повістю Тодося Осьмачки «Старший боярин».
Через те, що чернетка тексту після переїзду автора до Німеччини у 1944—1946 роках залишилася в УРСР, Багряному довелося повністю відновлювати текст із пам'яті, цю відновлену й розширену версію було видано 1946-го року під назвою «Тигролови» у ной-ульмському видавництві «Прометей».
1963 року філія Об’єднання демократичної української молоді з Чикаго запровадила акцію, щоб номінувати Багряного на Нобелівську премію з літератури, але його передчасна смерть перешкодила офіційному висуненню на нагороду.

## Про роман

### Назва
Назва твору є символічною. Змінивши її з початкової «Звіролови» на «Тигролови», Іван Багряний суттєво поглибив змістові акценти розповіді. Тигр — один з наймогутніших і найнебезпечніших диких звірів. Родина Сірків, живучи в єдності з навколишньою природою, навчилася приборкувати цих звірів. Автор утверджує мужність, фізичну та моральну силу Сірків, представників українського народу, їхню здатність перемагати найтяжчі обставини.
Через мотиви втечі й «польованої людини» образ Григорія Многогрішного також асоціюється з цим сильним, сміливим і волелюбним диким звіром. Іван Багряний показує становлення «нового українця», який зможе здолати дракона і, таким чином, вибороти право свого народу на майбутнє. Нащадок козацької шляхти (Григорій — брачний товариш гетьмана Дем'яна Многогрішного) вступає у боротьбу й убиває «новітнього тигролова», уособлення радянської імперської системи майора Медвина.

### Місце дії
Спочатку етапний спецпотяг НКВС, що перевозив засуджених ГУЛАГу на Далекий Схід. Після втечі протагоніста з цього «потяга смерті» — далекий Схід, дике Приамур'я і Зелений Клин, де в той час проживала значна кількість безземельних, спраглих за волею українців.

### Сюжет
Сюжетну канву роману побудовано навколо двох постатей — Григорія Многогрішного й майора НКВС Медвина. Їхній двобій — це боротьба Людини зі світом пітьми й пекла. Автор, як очевидець, змальовує страшні картини знущання над людьми, приниження їхньої людської гідності, насильства, приреченості на забуття в пеклі концтаборів.
Юнак тікає з ешелону смерті — і в сотень інших арештантів піднімається дух, з'являється надія хоч не на порятунок, а на помсту своїм мучителям. Блукає в нетрях у пошуках порятунку й безпечного місця — і рятує дівчину-мисливця від розлюченої ведмедиці, хоча сам був на межі смерті від фізичного виснаження. Користується гостинністю українського роду Сірків із Зеленого Клину — і стає їм за сина та брата, партнера у полюванні. Закохується в Наталку, страждає, але приховує свої почуття, щоб не наражати дівчину на небезпеку, — і дає їй урешті-решт омріяне щастя взаємної любові.

### Головні герої
- Григорій Многогрішний — молодий інженер-авіатор віком 25 років. Нащадок славного українського гетьмана Дем'яна Многогрішного, першого політкаторжника. Засуджений на 25-річне ув'язнення, йому вдалося втекти з потяга з засудженими, стрибаючи «у певну смерть, але не здався. Дев'яносто дев'ять шансів проти одного було за те, що від нього залишаться самі шматки, але стрибнув».
- Наталка Сірко — «бистроока, мов горлиця», стріляє на полюванні не гірш за батька, а тайменя в річці ловить, як ніхто.
- Гриць Сірко — «густобровий, кремезний парубок», молодий, спритний мисливець, відданий чоловічій дружбі й родині.
- Денис Сірко — несхибний мисливець, справжній господар тайги, батько сімейства Сірків.
- Сірчиха — працьовита дружина Дениса, «в очіпку, рясній стародавній спідниці», охороняє затишок і тепло в хаті, але часто хоче піти з родиною на полювання до тайги.
- Майор НКВС Медвин — «професійний тигролов», що їде на пошуки безстрашного й відчайдушного втікача, який кинув виклик самій системі.

### Композиційний принцип та проблематика твору
На думку літературознавця Миколи Ткачука, проблематика роману «Тигролови» надзвичайно широка й забарвлена філософією екзистенціалізму. В романі з'ясовуються справжні причини трагічності буття людини в тоталітарному суспільстві".
Ткачук зазначає, що основним композиційним принципом, за яким побудовано роман, є принцип дихотомії, тобто сюжетні лінії розгортаються паралельно й зіставляються. Григорієві Многогрішному протистоїть майор НКВС Медвин, цей новітній тигролов, який переслідує волелюбного українського юнака, не прирученого тоталітарним режимом «тигра». Григорій — праонук гетьмана Дем'яна Многогрішного (1668—1672), який боровся проти окупації України московськими царями, через що його заслали на каторгу до Сибіру. У такий спосіб романіст підкреслює спадкоємність волелюбних ідей українців і головного героя, коріння якого сягають часів Запорізької Січі.
Образ Григорія Многогрішного набуває символічного значення: він уособлює нескорену й волелюбну Україну, найкращі сини якої борються за її незалежність. Уже в зав'язці «Тигроловів» змальовано два експреси, які мчаться сибірськими просторами схожим маршрутом. Ці потяги автор порівнює з драконами. Один із них («шістдесят вагонів-коробок — шістдесят суглобів у дракона») — це «ешелон смерті», яким везуть на каторжні роботи в'язнів. Серед них і Григорій Многогрішний, якому вдається майже неможливе — на ходу вистрибнути з вагона й цим сміливим учинком вселити в серця численних в'язнів надію, що зі сталінським режимом можна й потрібно боротись. Другий ешелон — комфортабельний експрес — віз партійну еліту, учасників, інженерів, авіаторів, прокурорів, військових, працівників «революційної законності», які чинили беззаконня, одне слово, «відповідальних товаришів». Отже, існує два світи в одній державі — світ репресій, пекла, рук, пітьми та світ ілюзорного раю, приватного вільного життя. Так вимальовується антилюдяний образ радянської імперії.

## Структура роману
Роман складається з двох частин та 12 розділів (по 6 розділів у кожній частині):
- Частина перша
  - Розділ перший. Дракон
  - Розділ другий. Світ на колесах
  - Розділ третій. Навзаводи із смертю
  - Розділ четвертий. Родина тигроловів
  - Розділ п'ятий. «П'ятнування»
  - Розділ шостий. В пралісах Сіхоте-А
- Частина друга
  - Розділ сьомий. Memento mori
  - Розділ восьмий. Осінь у тайзі
  - Розділ дев'ятий. Зима
  - Розділ десятий. Рейд на Хабаровськ
  - Розділ одинадцятий. На кішку
  - Розділ дванадцятий. Навзаводи з щастям

## Відгуки літературознавців

### Іноземна літературна критика
Поява твору Багряного викликав певний резонанс у закордонній критиці, а загальний наклад «Тигроловів» в перекладі іноземними мовами перевищив мільйон примірників. Сам твір отримав переважно схвальні відгуки та рецензії від іноземних літкритиків, зокрема літературознавець Юрій Лавріненко у 1963 році у нью-йоркському часописі «Листи до приятелів» зазначив, що «щедра і прихильна критика в англосакській і німецькій пресі свідчить про те, що „Тигролови“ стали новим — і саме українським — словом у пригодницькому жанрі світової літератури». Проте, твір також отримав і негативну критику, зокрема від нідерландських літературознавців.
Серед англосакської літкритики роману вирізняються рецензії британських та американських літературознавців, зокрема Вільяма Ґоґана, професора Університету Фарлей Дікінсона Вільяма Біттнера та професора Університету Маямі Волтера Гавіґхьорста. Ґоґан, прочитавши твір, зауважив, що серйозний і хвилюючий талант Багряного проявляється в аналізі таких питань, як кохання, смерть та сміливість. Настільки я можу судити з небагатьох перекладних зразків радянської літератури, які мені довелося бачити, Багряний вигідно відрізняється від фрагментарного, контрольованого радянського красного письменства. Бо тут він є самим собою…
Біттнер у своїй рецензії для газети New York Post від 17 березня 1957 року дуже схвально відгукнувся про роман. Він розпочав свою рецензію підкресливши що "спротив радянській тиранії є надзвичайно підходящою темою для сучасної літератури, не лише через очевидні причини, але й тому що основна проблема 20-го сторіччя — це постійне намагання аби тебе не розчавила могутня сила, чим би ця сила не виступала для тебе. […] Зовсім скоро ми, безперечно, побачимо цілу плеяду романів що описують хвилюючі повстання [проти совєтів] поляків та угорців; але я надзвичайно радий що «Тигролови» дісталися до нас [в Америку] першими, не лише через те що цей роман підняв планку якості до найвищого можливого рівня, але й тому що нарід який представлений у цьому романі є опонентами Совєцького режиму зсередини самої країни. Біттнер підсумував свою рецензію ремаркою, що «поки-що небагато сучасної української літератури було перекладено [англійською], але з того що я бачив, ця література має надзвичайну життєвість що може трансформувати друковане слово так само ефективно як це зробили російська література минулого сторіччя.»
Гавіґхьорст у своїй рецензії «Хвилююча розповідь про політичне заслання» для газети «New York Herald Tribune» від 10 лютого 1957 року охарактеризував роман «Тигролови» як «красномовну та захоплюючу пригодницьку повість, яка водночас є й не менш палкою гонитвою за політичною свободою. Це твір лицарства та хоробрості, несподіваний у нашій незугарній літературі».

### Українська літературна критика
Серед української діаспорської літкритики, цікавими є відгуки професора-україніста Гарвардського та Колумбійського університетів Юрія Шереха, літературознавця Юрія Лавріненка та письменника Василя Чорнограя. У своєму відгуку на роман опублікованому у львівському часописі «Наші дні» у 1944 році, майже одразу після виходу першої редакції роману, Шерех відзначив, що заслуга Івана Багряного, перш за все в тому, що він «стверджує жанр українського пригодницького роману, українського усім своїм духом, усім спрямуванням, усіми ідеями, почуттями, характерами. Цим він говорить нове слово в українському літературному процесі». Лавріненко у своїй рецензії на роман написаній у 1963 році для нью-йоркського часопису «Листи до приятелів» зазначав, що «„Тигролови“ зробили велике діло. Вони здерли шкуру зека, оста, совєтського чєловєка» і показали незламну горду людину, повну життєвої снаги, волі до життя і боротьби". А Чорнограй, у своїй рецензії від 1953 року що вийшла під заголовком «Поема всепереможного оптимізму» й була надрукована у торонтському часописі «Нові дні», зауважив, що цей твір «є епопеєю мужньої боротьби й перемоги нового українства над природою і над його ворогами… Твір високопатріотичний, високомистецький і по-вселюдському гуманний».

## Видання

### Перші видання українською
- Іван Багряний. «Звіролови». Львів, Краків: журнал «Вечірня година». 1944, ч. 2-3 (16-17) 63 стор. (скорочена версія)
- Іван Багряний. «Тигролови» У 2 ч. (1-ше вид.) Новий Ульм: Прометий. 1946.[zayvaha 6] 168 стор. (книга 1) 139 стор. (книга 2) (повна версія)
- Іван Багряний. «Тигролови» У 2 ч. (2-е вид.) Детройт: Прометей. 1955. 277 стор. (повна версія)
- Іван Багряний. «Тигролови» Передмова: Л. Онишкевич. Нью-Йорк: Видавництво школи Ради УККА. 1970.[zayvaha 7] 48 стор. Серія «Шкільна бібліотека». (скорочена версія)
- Іван Багряний. «Тигролови» У 2 ч. (3-є вид.) Детройт: Видання фундації ім. І. Багряного. 1991 278 стор. (повна версія)
- Іван Багряний. «Тигролови» (роман та оповідання).[zayvaha 8] Післямова М. Г. Жулинського; Упорядник: О. С. Гаврильченко, А. П. Коваленко. Київ: Молодь. 1991. 264 стор. (повна версія)

### Переклади іншими мовами
Роман «Тигролови» Багряного переклали майже всіма основними європейськими мовами, зокрема англійською, іспанською, нідерландською та німецькою. На жаль, переклад роману останніми двома мовами не було зроблено напряму з української мови, а було перекладено з англійського видання видавництва Macmillan.
Наприкінці 1950-х планувався також вихід перекладу роману італійською, данською та іншими мовами.
- (англійською) Ivan Bahrianyi. The Hunters and the Hunted.[zayvaha 9] Translated from the Ukrainian: George S. N. Luckyj[9] or S. Davidovich, A. Gregorovich;[25] foreword: Samuel Beatty. Toronto: Burns & MaCeachern. 1954 270 p.

- (передрук) Ivan Bahriany. The Hunters and the Hunted. Translated from the Ukrainian: George S. N. Luckyj. London: Macmillan; New York: St. Martin's Press. 1956. 244 p. (pdf)

- (нідерландською).[zayvaha 10] Iwan Bahrjany. Vlucht in de Taiga.[zayvaha 11] Vertalen uit het Engels door: Peter van Wijk. Utrecht: Het Spectrum 1959. 189 p (Prisma-boeken, 392)
- (німецькою)[zayvaha 10] Iwan Bahriany. Das Gesetz der Taiga.[zayvaha 12] Übersetzt von Englisch: Margreth von Kees. Köln/Graz: Verlag Styria. 1961. 255 s. (дещо скорочена версія)
- (російською) Иван Багряный. Тигроловы. Перевод с украинского: Анатолий Горошко; рисунки Н. Байкова. Владивосток: Рубеж — Тихоокеанский альманах, 1992 № 2 (с. 67—144) (суттєво скорочена версія)
- (іспанською) Ivan Bahrianyi. Cazadores de tigres (novela en dos tomos). Traducido al espanol por: Myxailo Vasylyk; correcion: Volodymyr Vasylyk. Buenos Aires: Duken. 2006. 336 p. ISBN 978-987-02-1925-5

## Екранізації
В 1994 році український кінорежисер Ростислав Синько зняв за романом однойменний фільм з Олегом Савкіним в головній ролі, кіностудія «Укртелефільм».

## Зауваги
1. ↑  під назвою «Звіролови»
2. ↑  під назвою «Тигролови»
3. 1 2  оригінал англійською: This eloquent and exciting adventure story is an equally exciting pursuit of political freedom. It is a novel of chivalry and valor, unexpected wild themes in our grubby fiction.
4. ↑  оригінал англійською: Resistance to Soviet tyranny is a significantly appropriate theme for present-day fiction, not only for the obvious reasons but also because the main problem of the 20th century is dodging the steamroller whatever steamroller about to squash you.[…] There will undoubtedly be many novels before long celebrating the dramatic Polish and Hungarian uprisings, but I for one am gratified that «The Hunters and the Hunted» reached us first, both because it sets the highest possible standard and because the people it depicts are opponents of the Soviet regime from inside Russia itself.
5. ↑  оригінал англійською: Not much of modern Ukrainian literature has been translated, but what I have seen of it makes me believe that it contains a new vitality that could transform the novel and the drama as effectively as did the great Russian literature of last century
6. ↑  Примітка: на обкладинці вказано 1947, але твір надруковано у 1946
7. ↑  Перевидання 1992 року
8. ↑  Зміст: Тигролови; З оповідань старого рибалки; В сутінках
9. 1 2  українською назва перекладається як «Полювачі та ті, за ким полюють»
10. 1 2  Примітка: переклад не з української, а з англійської
11. ↑  українською назва перекладається як «Утеча в тайгу»
12. ↑  українською назва перекладається як «Закон тайги»